# Casa Loma
Casa Loma je gigantické sídlo v kanadském městě Torontu, v provincii Ontario.
V současné době je turistickou atrakcí.
Casu Loma nechal postavit excentrický miliardář Henry Mill Pellatt, ve snaze napodobit zámek Balmoral (ve Skotsku). Architektem byl E. J. Lennox, který navrhl několik dalších městských památek.
Po dokončení stavby v roce 1914, byla Casa Loma, se svými 6011 m² a 98 pokoji, největší rezidencí v Kanadě. Velmi vysoké náklady na údržbu však Pellatta zruinovaly. Kvůli jeho dluhu ve výši 27 000 $, se v roce 1933 zmocnilo tohoto panství město Toronto. V roce 1937 byla Casa Loma otevřena pro širokou veřejnost jako muzeum.
Vzhledem ke svému jedinečnému architektonickému charakteru v Torontu, je Casa Loma oblíbeným místem pro natáčení filmů, televizních vysílání, a pro pořádání svatebních obřadů. Casa Loma může být pronajata ve večerních hodinách, poté, co se muzeum uzavře pro veřejnost.
Původní majitel Henry Mill Pellatt nazval své sídlo Casa Loma, kvůli jeho umístění. Nachází se totiž na vyvýšeném místě. Loma znamená ve španělštině pahorek nebo kopeček, a casa znamená dům.